# Labidiaster radiosus
La Labidiaster radiosus és una gran espècie d'estrelles de mar de la família Heliasteridae. Va ser descrita per primera vegada per Lütken el 1871. Es troba a les aigües del sud de l'Amèrica del Sud fins a la subantàrtida i la península antàrtica.

## Descripció

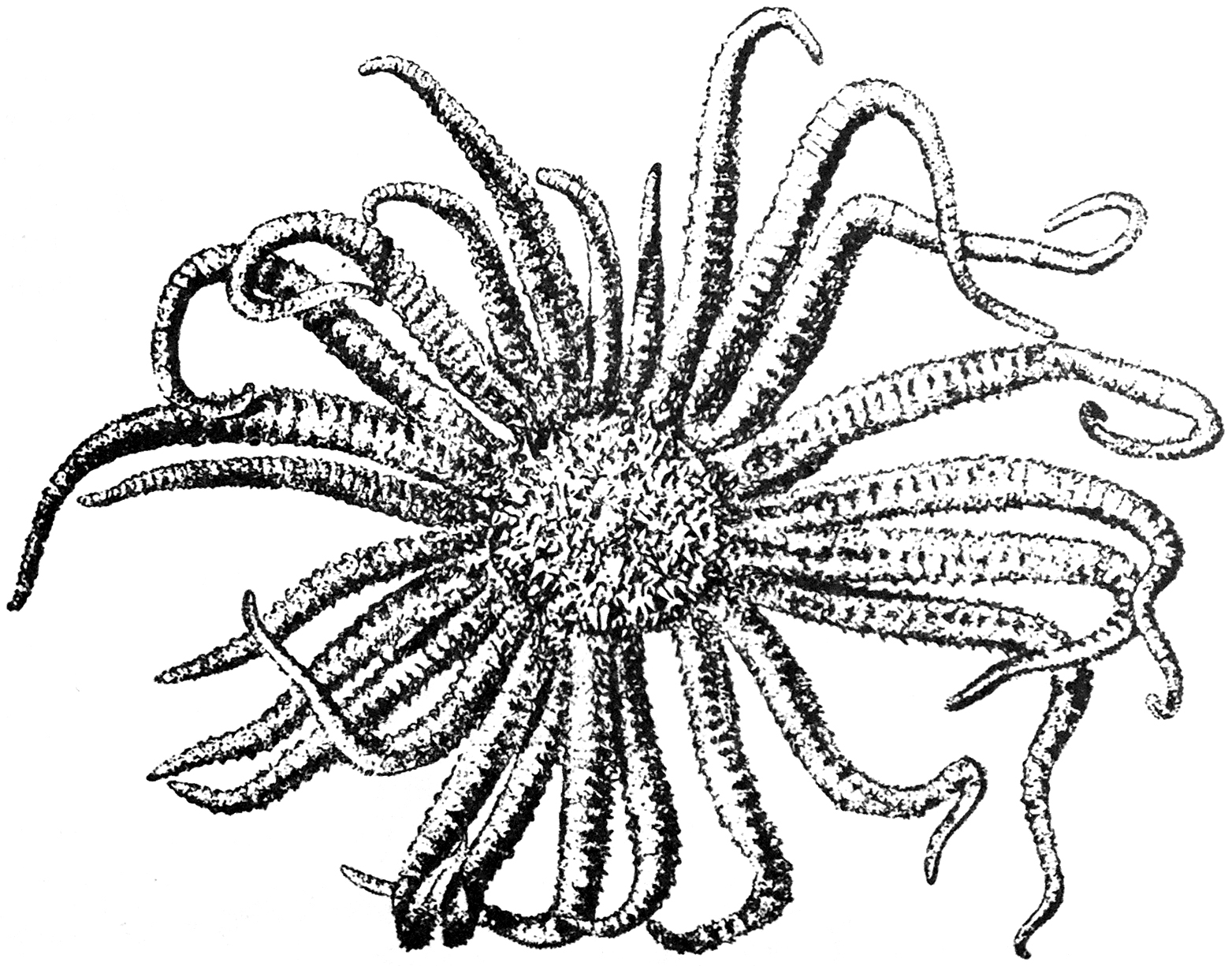
Labidiaster radiosus, de l'Enciclopedia Otto (1897).

La Labidiaster radiosus és una estrella de mar gran que pot arribar als 40 cm d'ample, el seu color varia al llarg de la seva vida, i va del vermell-taronja al violeta i el blanc. Té un abdomen rodó amb 20-40 braços, sovint té un patró de cercles concèntrics que s'irradien als braços.
La Labidiaster radiosus es pot confondre amb la Labidiaster annulatus i fins i tot s'ha arribat a considerar que podrien ser la mateixa espècie. Tanmateix, es poden distingir examinant de prop la pedicel·lària del disc central.

## Distribució
La Labidiaster radiosus es troba als esculls rocosos de les aigües del sud d'Amèrica del Sud fins a la subantàrtida i la península antàrtica. Viu a profunditats de 5-450 m amb un interval de temperatura del mar d'1,7 °C -11,2 °C.

## Reproducció
Els embrions es desclouen en larves planctòniques que posteriorment es metamorfitzen en juvenils pentàmers. Aquests es converteixen en estrelles marines joves amb braços curts i rabassuts.